# نورث بوئنا ویستا (آیووا)
نورث بوئنا ویستا (به انگلیسی: North Buena Vista) شهری در ایالت آیووا کشور ایالات متحده آمریکا است که جمعیت آن در سرشماری سال ۲۰۱۰ میلادی، ۱۲۱ نفر بوده‌است.